# Liriope graminifolia
Liriope graminifolia là một loài thực vật có hoa trong họ Măng tây. Loài này được (L.) Baker mô tả khoa học đầu tiên năm 1875.